# Список церков Єрусалима

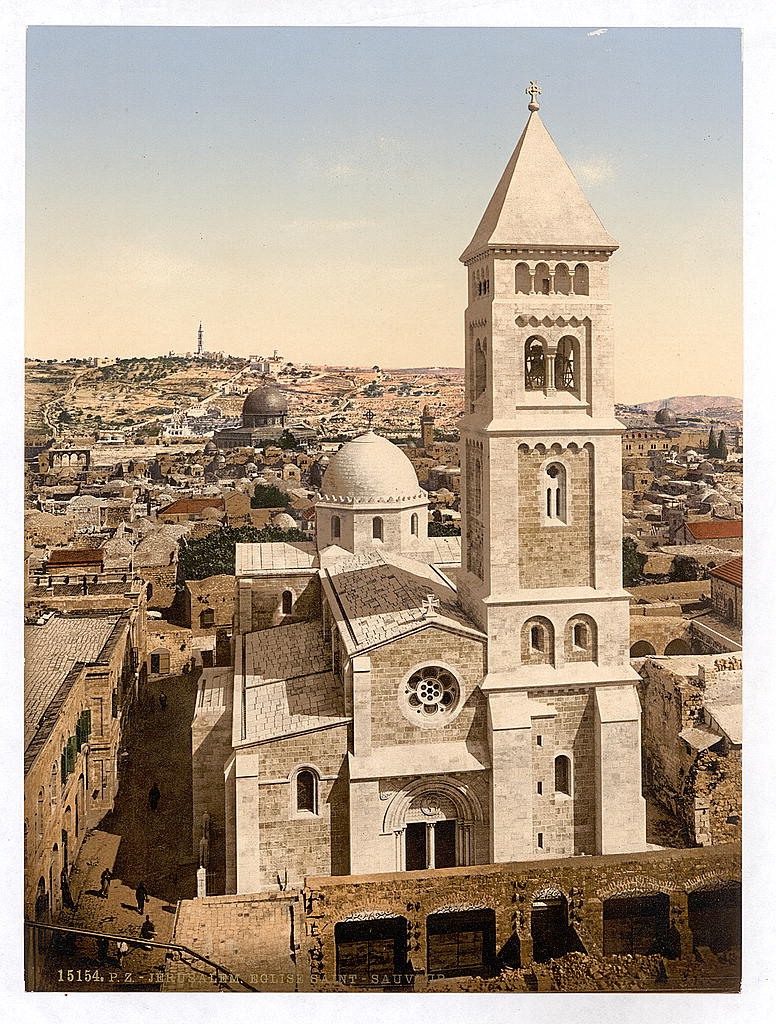
Церква Христа Спасителя (бл. 1900)

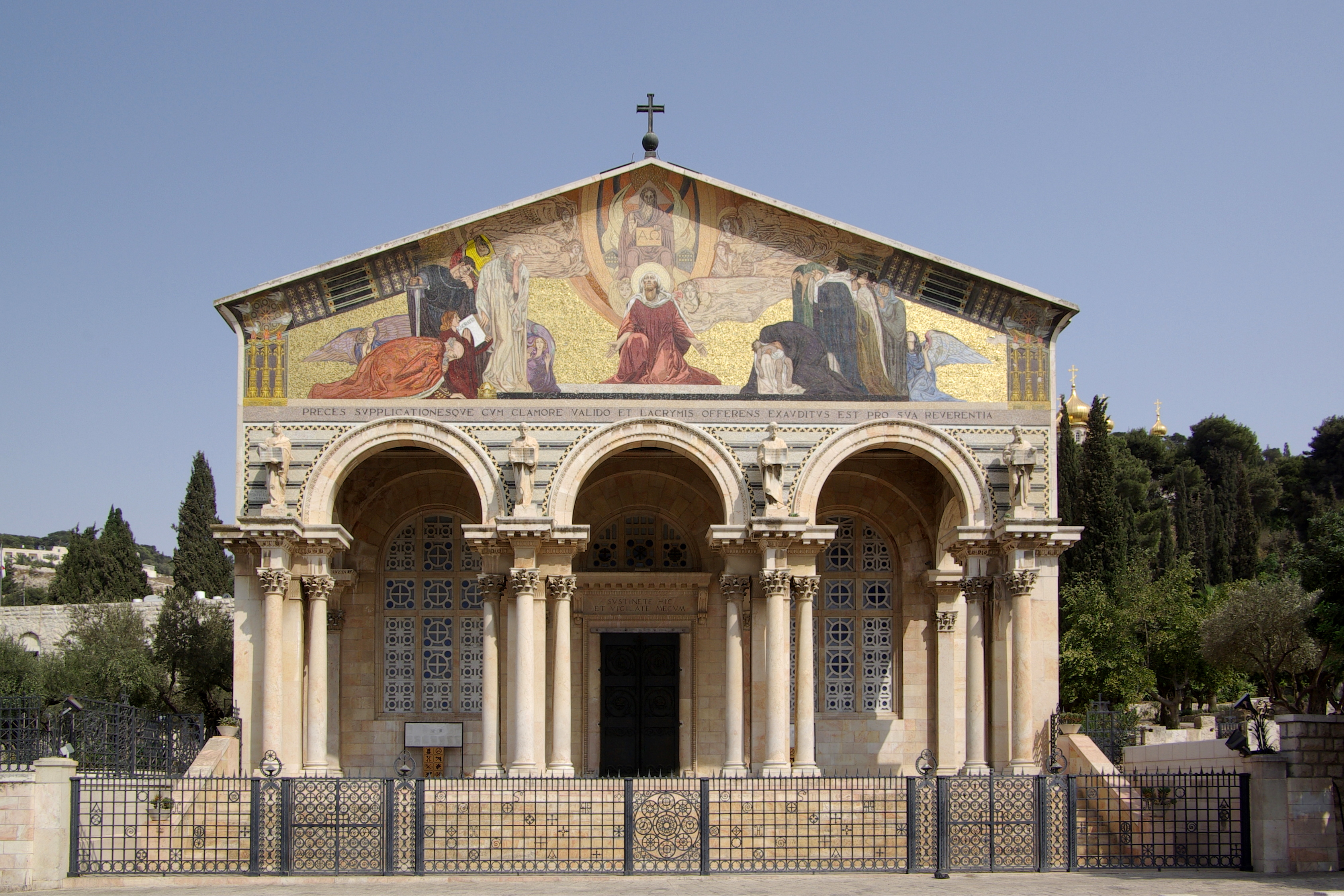
Церква Всіх Націй

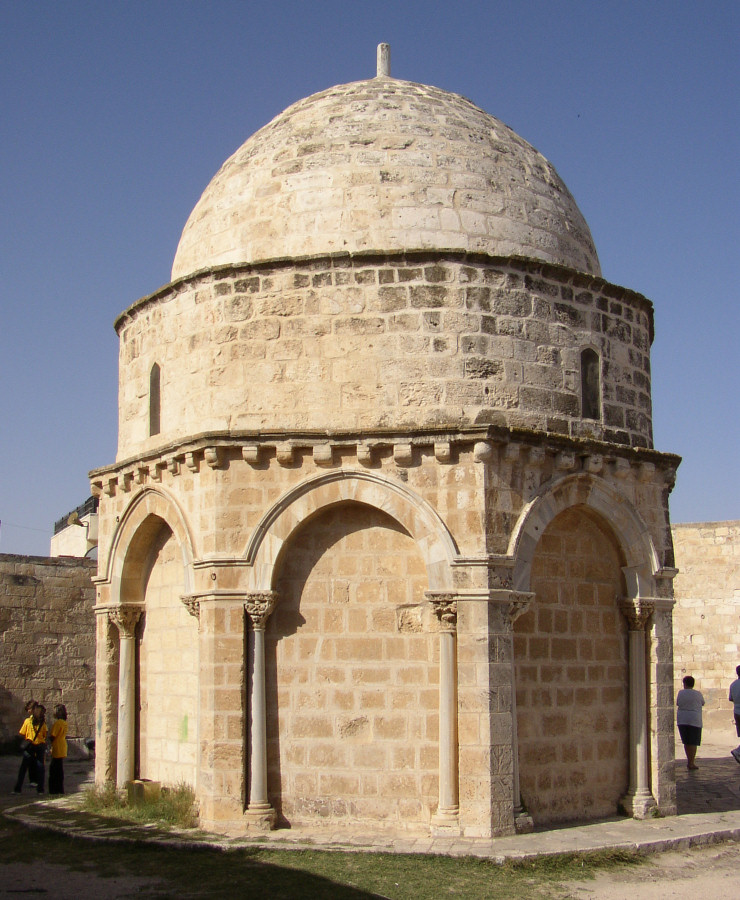
Храм Вознесіння на Оливковій горі

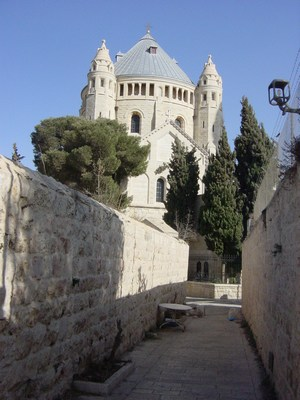
Храм Успіння Пресвятої Богородиці

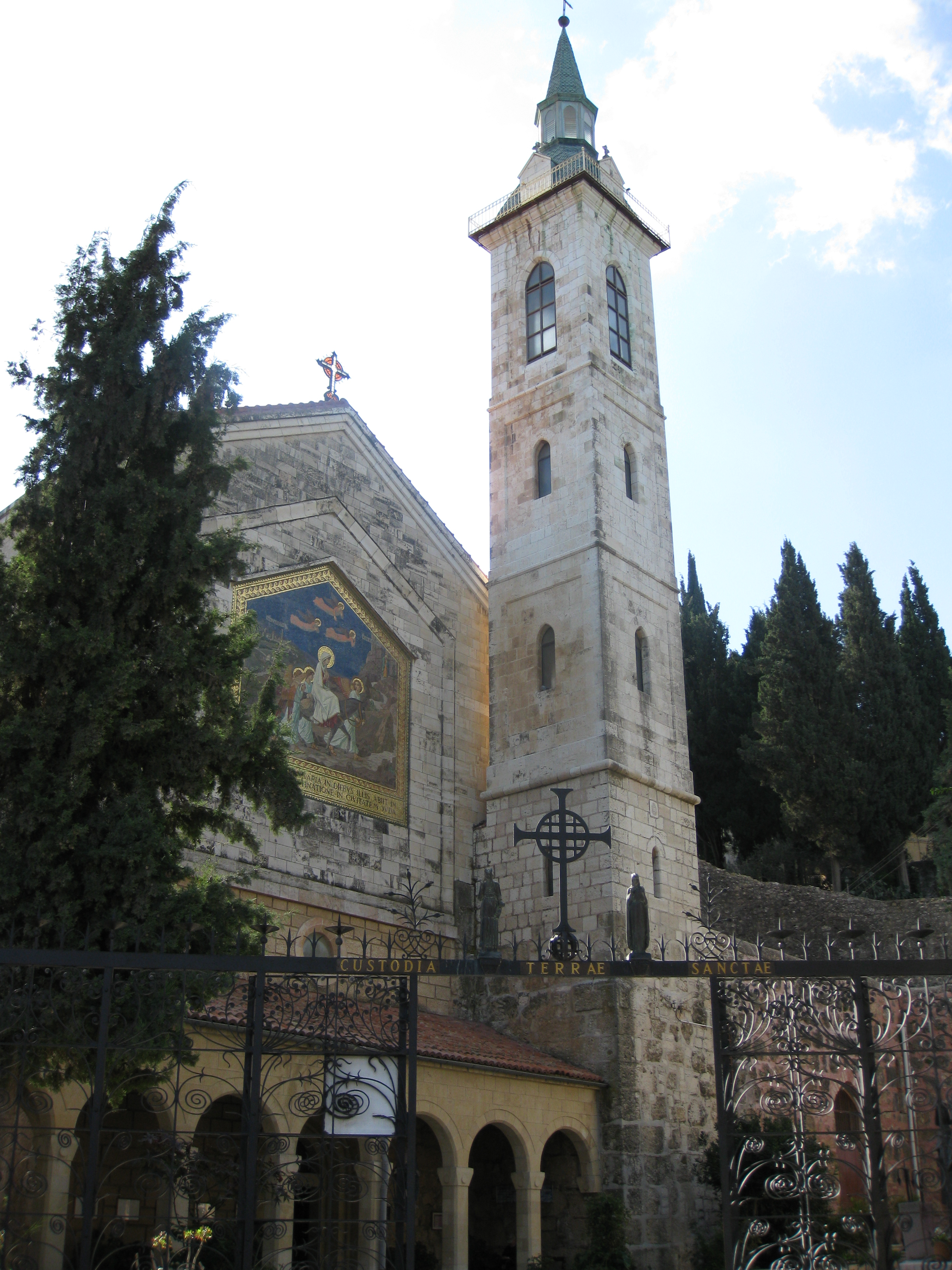
Церква відвідин (Ейн Карем)

Єрусалим є священним містом для християнства. Статистичний щорічник Єрусалима наводить список 1204 синагог, 150 церков і 73 мечетей, розташованих у місті. Єрусалим — місце розп'яття, смерті і воскресіння Ісуса Христа, місто, незважаючи на незначний відсоток християнського населення, що  продовжує залишатися місцем масового паломництва віруючих-християн зі всього світу.

## Старе місто
- Церква бичування
- Церква засудження і накладення Хреста
- Базиліка Ecce Homo
- Коптський патріархат
- Церква страждань Марії
- Ефіопський монастир
- Церква Христа Спасителя
- Храм Гробу Господнього
- Собор всіх святих імені Ісуса
- Базиліка святої Анни
- Монастир святої Анни
- Собор святого Якова
- Церква Марка
- Церква Івана Хрестителя
- Церква Христа
- Собор Пресвятого Імені Ісуса

## Оливкова гора
- Dominus Flevit
- Храм Вознесіння
- Церква Вознесіння
- Церква Всіх Націй
- Церква Святої Марії Магдалини
- Гробниця Богородиці
- Церква «Отче наш»
- Церква Viri-Galilaei

## Гора Сіон
- Храм Успіння Пресвятої Богородиці
- Церква святого Петра в Ґаліканту

## Нове місто
- Церква святого Андрія
- Церква святого Стефана
- Собор Святого Георгия
- Монастир Хреста
- Францисканський монастир (Єрусалим)
- Церква назареїв
- Церква святої Агнеси (Єрусалим)
- Церква святого Самуїла
- Нова церква

## Ейн Карем
- Церква відвідин
- Церква святого Івана Хрестителя